# 板溪镇 (印江县)
板溪镇，是中华人民共和国贵州省铜仁市印江土家族苗族自治县下辖的一个乡镇级行政单位。

## 行政区划
板溪镇下辖以下地区：
板溪镇社区、板溪村、高枧村、沙坡村、凯塘村、渠沟村、杉林村、文武村、泉溪村、上洞村、下洞村、青山村、大坪村、勤丰村、坪底村、柿坪村、井溪村、石塘村、台旺村、岩底村、老寨村、高坪村、毛寨村、小毛寨村、米溪村、黔塘村、王家村、柏果村、联合村、龙井坝村和黎树坪村。